# Station Leese-Stolzenau
Station Leese-Stolzenau (Bahnhof Leese-Stolzenau) is een spoorwegstation in de Duitse plaats Leese, in de deelstaat Nedersaksen. De plaats Stolzenau, waar het station ook naar vernoemd is, ligt ongeveer 3 kilometer verderop, aan de andere kant van de Wezer. Het station ligt aan de spoorlijn Nienburg - Minden. Het station telt twee perronsporen, aan een eilandperron. Op het station stoppen treinen van DB Regio Nord en DB Regio NRW.

## Treinverbindingen
De volgende treinseries doen station Leese-Stolzenau aan:
| Serie | Treinsoort                  | Route | Bijzonderheden                                                                |
| ----- | --------------------------- | --- | ----------------------------------------------------------------------------- |
| RE 78 | Regional-Express (eurobahn) | Bielefeld Hbf – Herford – Löhne (Westf) – Bad Oeynhausen – Minden (Westf) – Leese-Stolzenau – Nienburg (Weser) | Porta-Express 1x per twee uur, in het weekend enkele treinen Bielefeld-Minden |